# Schleicher ASK 13
El Schleicher ASK 13 es un planeador biplaza fabricado en Alemania por la compañía Alexander Schleicher GmbH & Co. El ASK 13 está diseñado principalmente para el aprendizaje del vuelo sin motor.

## Diseño y desarrollo
El ASK 13 fue diseñado por el ingeniero aeronáutico Rudolf Kaiser como una mejora del Ka 7. En esta aeronave se empleó una mezcla de distintos materiales como el metal, la madera y la fibra de vidrio. También se le instalaron alas en flecha invertida, situadas en un punto más abajo que en el Ka 7, lo que permitía a su vez la instalación de una cabina con mejor visibilidad para los pilotos. El prototipo voló por primera vez en julio de 1966, dando comienzo la producción en serie del mismo en enero de 1967.

## Especificaciones
- Capacidad: 2 personas.
- Envergadura: 16 m
- Peso vacío: 296 kg
- Peso máximo: 485 kg
- carga alar: 27.7 kg/m²
- Coefficiente de planeo: 1:27 (85km/h)
- Tasa de caída: 0,80 m/s (70 km/h)
- Velocidad nunca excedida: 200 km/h

### Aeronaves similares
- Grob G103a Twin II
- Schleicher ASK 21
- PZL Bielsko SZD-50 Puchacz
- ZS Jezow PW-6U
- LET L-13 Blanik